# U23-europamästerskapen i friidrott
U23-europamästerskapen i friidrott är Europamästerskap i friidrott för idrottare under 23 år, det vill säga som fyller högst 22 år under tävlingsåret. Tävlingarna organiseras av European Athletic Association (EAA) under det norra halvklotets sommarsäsong och anordnas vartannat år. 

## Mästerskap
| Nr | År   | Plats      | Land          | Datum               |
| -- | ---- | ---------- | ------------- | ------------------- |
| 1  | 1997 | Åbo        | Finland       | 10–13 juli          |
| 2  | 1999 | Göteborg   | Sverige       | 29 juli – 1 augusti |
| 3  | 2001 | Amsterdam  | Nederländerna | 12–15 juli          |
| 4  | 2003 | Bydgoszcz  | Polen         | 17–20 juli          |
| 5  | 2005 | Erfurt     | Tyskland      | 14–17 juli          |
| 6  | 2007 | Debrecen   | Ungern        | 12–15 juli          |
| 7  | 2009 | Kaunas     | Litauen       | 16–19 juli          |
| 8  | 2011 | Ostrava    | Tjeckien      | 14–17 juli          |
| 9  | 2013 | Tammerfors | Finland       | 11–14 juli          |
| 10 | 2015 | Tallinn    | Estland       | 9–12 juli           |
| 11 | 2017 | Bydgoszcz  | Polen         | 13–16 juli          |
| 12 | 2019 | Gävle      | Sverige       | 11–14 juli          |
| 13 | 2021 | Tallinn    | Estland       | 8–11 juli           |
| 14 | 2023 | Esbo       | Finland       | 13–16 juli          |
| 15 | 2025 | Bergen     | Norge         | 17–20 juli          |